# NGC 4755
NGC 4755 је расејано звездано јато у сазвежђу Крст које се налази на NGC листи објеката дубоког неба.
Деклинација објекта је - 60° 21' 42" а ректасцензија 12h 53m 39,0s. Привидна величина (магнитуда) објекта NGC 4755 износи 4,2. NGC 4755 је још познат и под ознакама OCL 892, ESO 131-SC16, Jewel Bo, Kappa Cru cluster.